# Denis Johnson
Denis Johnson (Monaco di Baviera, 1º luglio 1949 – Gualala, 24 maggio 2017) è stato uno scrittore statunitense, vincitore del National Book Award per la narrativa nel 2007 col romanzo Albero di fumo.
Dalla sua raccolta di racconti Jesus' Son (1992) è stato tratto nel 1999 un film omonimo. Dal romanzo The Stars at Noon (1986) è stato tratto nel 2022 un film omonimo.

## Opere

### Romanzi
- Angeli (Angels, 1983), Milano, Feltrinelli, 1987 traduzione di Delfina Vezzoli ISBN 88-07-01343-6.
- Fiskadoro (1985), Milano, Feltrinelli, 1988 traduzione di Delfina Vezzoli ISBN 88-07-01367-3.
- The Stars at Noon (1986)
- Resuscitation of a Hanged Man (1991)
- Already Dead: A California Gothic (1997)
- The Name of the World (2000)
- Train Dreams (2002), Milano, Mondadori, 2013 traduzione di Silvia Pareschi ISBN 978-88-04-62451-6.
- Albero di fumo (Tree of Smoke, 2007), Milano, Mondadori, 2009 traduzione di Silvia Pareschi ISBN 978-88-04-58154-3.
- Nessuno si muova (Nobody Move, 2009), Milano, Mondadori, 2010 traduzione di Silvia Pareschi ISBN 978-88-04-59792-6.
- Mostri che ridono (The Laughing Monsters, 2014), Torino, Einaudi, 2016 traduzione di Silvia Pareschi ISBN 978-88-06-22491-2.

### Poesia
- The Man Amongst the Seals: poems (1969)
- Inner Weather (1976)
- The Incognito Lounge (1982)
- The Veil: poems (1987)

### Raccolte di racconti
- Jesus' Son (1992), Torino, Einaudi, 2000 traduzione di Jack Delaney ISBN 88-06-15586-5; nuova traduzione di Silvia Pareschi, Torino, Einaudi, 2018 ISBN 9788806225858
- La generosità della sirena (The Largesse of the Sea Maiden, 2018), Torino, Einaudi, 2019 traduzione di Silvia Pareschi ISBN 978-88-06-24203-9.

### Saggistica
- Cronache anarchiche: dall'America e dai confini del mondo (Seek: Reports from the Edges of America & Beyond, 2001), Padova, Alet, 2004 traduzione di Giovanni Scocchera ISBN 88-7520-009-2.